# Cioboți (okręg Vâlcea)
Cioboți – wieś w Rumunii, w okręgu Vâlcea, w gminie Olanu. W 2011 roku liczyła 651 mieszkańców.